# Nothofagus moorei
Nothofagus moorei (F.Muell.) Krasser – gatunek rośliny z rodziny bukanowatych (Nothofagaceae). Występuje naturalnie w południowo-wschodniej Australii. 

## Morfologia

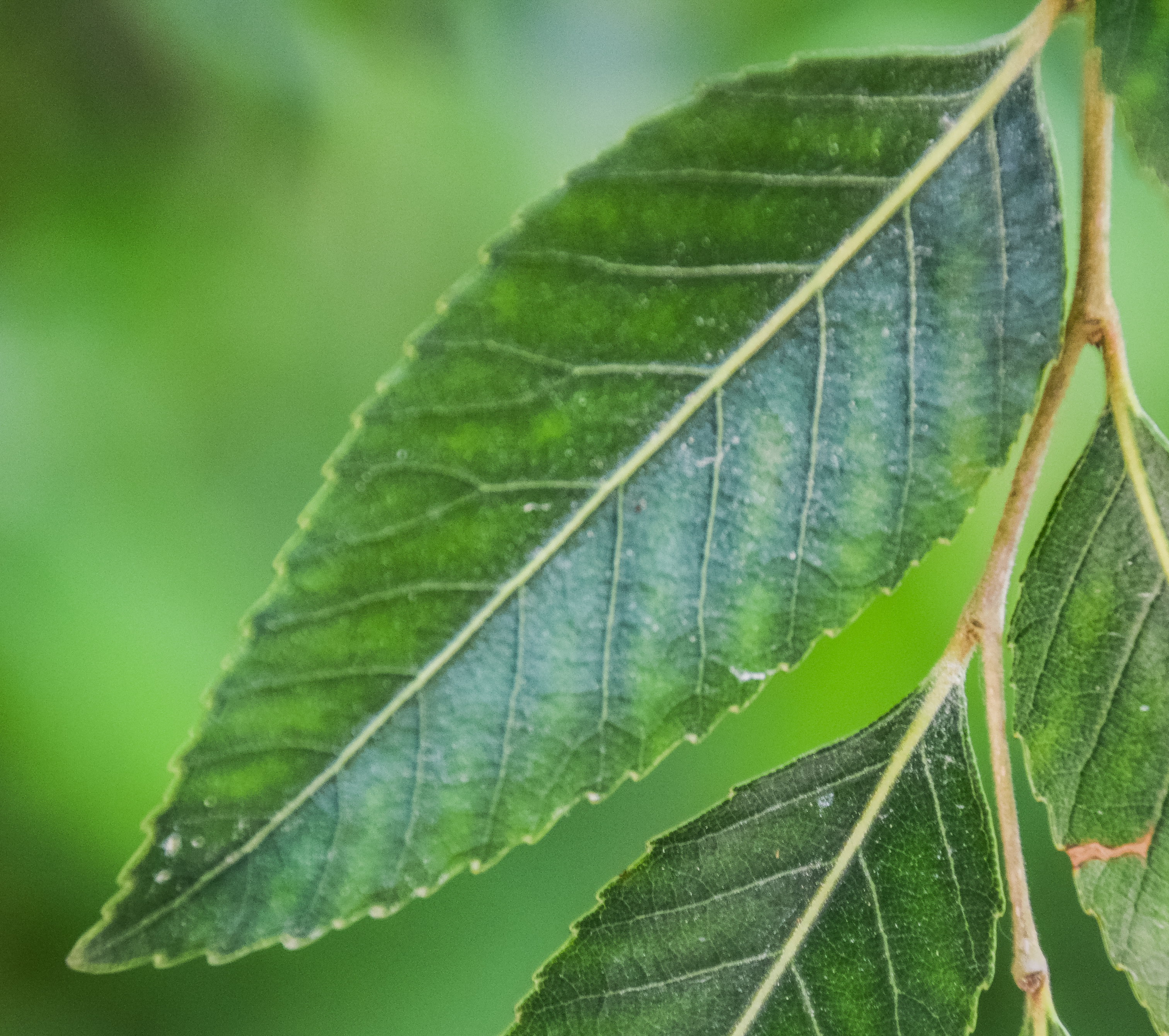
Liść

PokrójZimozielone drzewo dorastające do 35–40 m wysokości.
LiścieBlaszka liściowa jest skórzasta i ma owalnie lancetowaty kształt. Mierzy 6–8 cm długości oraz 3–4 cm szerokości, jest ząbkowana na brzegu, ma nasadę od zaokrąglonej do klinowej i spiczasty wierzchołek. Ogonek liściowy jest nagi, ma czerwoną barwę i osiąga 4–5 mm długości.
OwoceOrzechy osadzone po 3 w kupulach, dorastają do 8–10 mm długości. Kupule powstają ze zrośnięcia czterech liści przykwiatowych.

## Biologia i ekologia
Rośnie w lasach zrzucających liście. Występuje na wysokości od 500 do 1500 m n.p.m.